# Carla Capponi
Carla Capponi (7. prosince 1918, Řím – 24. listopadu 2000, Zagarolo) byla italská partyzánka a levicová politička, která za druhé světové války bojovala proti Mussoliniho fašistickému režimu v odbojovém hnutí La Resistenza. Byla vyznamenána Zlatou medailí za statečnost v boji.

## Život

### Mládí
Narodila se a vyrostla v Římě. Zde byl jejím spolužákem na gymnáziu Carlo Lizzani. V roce 1940 zemřel její otec, který byl důlním inženýrem, a tak, aby se uživila, musela ona a její dvě sestry začít pracovat, kvůli čemuž musela ukončit studium práv.
Bezprostředně po bombardování Říma, 19. července 1943, šla navštívit svou matku v nemocnici v Policlinicu, kde pak zůstala jako dobrovolnice a právě zde se setkala se členy odboje. Ty pak ukrývala ve svém bytě a následně začala spolupracovat s odbojem.

### Odboj
Během německé okupace vstoupila do komunistické strany a přímo se zapojila do odboje. Vyznamenala se v desítkách bojových akcí proti nacistickým okupantům. Vysloužila si přezdívku „Inglesina“ (malá Angličanka).
Mezi její první velké akce patřil atentát na německého důstojníka, když opouštěl hotel Excelsior s obrannými plány města.
Během útoku na Via Rasella 23. března 1944 se stala zástupkyní velitele „GAP“ (Gruppi di Azione Patriottica, tj. Vlastenecká akční skupina). Akce se odehrála současně s bitvou o Monte Cassino, bylo při ní zlikvidováno 32 německých vojáků a dalších bylo 110 zraněno. Následovaly represe okupantů na civilním obyvatelstvu, ale akce také vedla ke snížení morálky německých vojáků - partyzánům pod jejím vedením se takto podařilo okupantům zkomplikovat situaci tím, že je přesvědčili, že v Římě pro ně již není bezpečno.
Dne 22. září 1944 se provdala za Rosaria Bentivegnu, svého spolubojovníka z odboje. V roce 1945 porodila dceru jménem Elena. Pár se rozvedl v roce 1974.

### V politice
Roku 1953 byla zvolena do poslanecké sněmovny za obvod Řím jako poslankyně za PCI, zde setrvala do roku 1958. Tento post pak zastávala ještě jedou v letech 1972–1976 (při volbách získala tento mandát s druhým nejvyšším počtem preferenčních hlasů z celé kandidátní listiny, hned po Enricu Berlinguerovi). Až do své smrti v roce 2000 také působila ve výkonném výboru Národní asociace italských partyzánů. Krátce před svou smrtí vydala memoáry Con cuore di donna.